# Championnat de France de basket-ball de Nationale masculine 2 1993-1994
Navigation
Saison précédente Saison suivante
La saison 1993-1994 du championnat de France de basket-ball de Nationale 2 est la 45e édition du championnat de France de basket-ball de Nationale masculine 1. La NM2 est le troisième plus haut niveau du championnat de France de basket-ball et le plus haut niveau amateur. Trente-deux clubs participent à la compétition. Il y a deux poules de seize clubs.
Les deux premiers de chaque poule dispute des play-off d'accession en Pro B. Le premier du groupe A rencontre le deuxième du groupe B et le premier du groupe B rencontre le deuxième du groupe B. Ces matchs d'accession se joue en deux manches gagnante avec match aller chez le deuxième et match retour avec éventuellement belle chez le premier. Les deux vainqueurs montent en Pro B et disputent aussi une finale pour déterminer le Champion de France de Nationale 2.

## Clubs participants

### Groupe A
Chalon-sur-Saône, Vichy, Golbey-Epinal, Troyes, Prissé-Mâcon, Vienne, Valence Condom, Fos-sur-Mer, Ajaccio, Hagetmau, ALGM Lyon, Avignon, Mont-de-Marsan, Tarbes, Tarare et Clermont-Ferrand.

### Groupe B
Angers BC, Blois, Cambrésis Proville, JALT Le Mans, Athis-Mons, Nantes, Fleury/Saint-Jean-de-Braye, Liévin, Bondy, La Roche-sur-Yon, Vitry-le-François, Rueil, Bordeaux, Calais et Cadets INSEP.

## Saison régulière

### Classement de la saison régulière[1]

#### Groupe A
| Rang | Équipe               | Pts | J  | G  | P  | Pp   | Pc   | Diff |
| ---- | -------------------- | --- | -- | -- | -- | ---- | ---- | ---- |
| 1    | Chalon-sur-Saône     | 57  | 30 | 27 | 3  | 2664 | 2241 | 423  |
| 2    | Vichy                | 51  | 30 | 21 | 9  | 2433 | 2235 | 198  |
| 3    | Golbey-Epinal        | 50  | 30 | 20 | 10 | 2331 | 2245 | 86   |
| 4    | Troyes               | 49  | 30 | 19 | 11 | 2443 | 2285 | 158  |
| 5    | Prissé-Mâcon (P)     | 49  | 30 | 19 | 11 | 2501 | 2419 | 82   |
| 6    | Vienne               | 48  | 30 | 18 | 12 | 2589 | 2462 | 127  |
| 7    | Valence Condom       | 47  | 30 | 17 | 13 | 2684 | 2656 | 28   |
| 8    | Fos-sur-Mer (P)      | 47  | 30 | 17 | 13 | 2585 | 2594 | -9   |
| 9    | Ajaccio              | 45  | 30 | 15 | 15 | 2527 | 2461 | 66   |
| 10   | Hagetmau             | 43  | 30 | 13 | 17 | 2329 | 2345 | -16  |
| 11   | ALGM Lyon (P)        | 43  | 30 | 13 | 17 | 2280 | 2544 | -264 |
| 12   | Avignon (P)          | 41  | 30 | 11 | 19 | 2465 | 2581 | -116 |
| 13   | Stade montois        | 39  | 30 | 9  | 21 | 2282 | 2421 | -139 |
| 14   | Tarbes (P)           | 38  | 30 | 8  | 22 | 2381 | 2636 | -255 |
| 15   | Clermont-Ferrand (P) | 36  | 30 | 6  | 24 | 2295 | 2574 | -279 |
| 16   | Tarare               | 36  | 30 | 7  | 23 | 2181 | 2271 | -90  |

|     | Qualification pour les demi finale des Play-offs d'accession en Pro B |
|     | Relégation en Nationale 3                                             |
| (P) | Promu 1993                                                            |

Un seul forfait a été enregistré ette saison : celui de Tarare à Ajaccio le 16 avril 1994.

#### Groupe B
| Rang | Équipe                     | Pts | J  | G  | P  | Pp | Pc | Diff |
| ---- | -------------------------- | --- | -- | -- | -- | -- | -- | ---- |
| 1    | Angers BC                  | 50  | 28 | 22 | 6  | 0  | 0  |      |
| 2    | Blois                      | 48  | 28 | 20 | 8  | 0  | 0  |      |
| 3    | Cambrésis Proville         | 47  | 28 | 19 | 9  | 0  | 0  |      |
| 4    | JALT Le Mans (P)           | 46  | 28 | 18 | 10 | 0  | 0  |      |
| 5    | Bondy                      | 45  | 28 | 17 | 11 | 0  | 0  |      |
| 6    | Nantes                     | 42  | 28 | 14 | 14 | 0  | 0  |      |
| 7    | Athis-Mons                 | 42  | 28 | 14 | 14 | 0  | 0  |      |
| 8    | La Roche-sur-Yon (P)       | 42  | 28 | 14 | 14 | 0  | 0  |      |
| 9    | Liévin (P)                 | 41  | 28 | 13 | 15 | 0  | 0  |      |
| 10   | Fleury/Saint-Jean-de-Braye | 41  | 28 | 13 | 15 | 0  | 0  |      |
| 11   | Vitry-le-François (P)      | 41  | 28 | 13 | 15 | 0  | 0  |      |
| 12   | Rueil                      | 40  | 28 | 12 | 16 | 0  | 0  |      |
| 13   | Calais (P)                 | 36  | 28 | 8  | 20 | 0  | 0  |      |
| 14   | Bordeaux                   | 36  | 28 | 9  | 19 | 0  | 0  |      |
| 15   | INSEP (P)                  | 32  | 28 | 4  | 24 | 0  | 0  |      |

|     | Qualification pour les demi finale des Play-offs d'accession en Pro B |
|     | Relégation en Nationale 3                                             |
| (P) | Promu 1993                                                            |

Ronchin-Thumesnil a déclaré forfait en début de saison.

## Play-off d'accession
|  | Demi-finales     | Demi-finales | Demi-finales |                  |    | Finale | Finale |
|  |                  |              |              |                  |    |        |        |
|  |                  |              |              |                  |    |        |        |
|  |                  |              |              |                  |    |        |        |
|  | Chalon-sur-Saône | 83           | 90           |                  |    |        |        |
|  | Chalon-sur-Saône | 83           | 90           |                  |    |        |        |
|  | Blois            | 60           | 68           |                  |    |        |        |
|  | Blois            | 60           | 68           | Chalon-sur-Saône | 92 |        |        |
|  |                  |              |              |                  | 92 |        |        |
|  |                  | Angers BC    | 65           |                  |    |        |        |
|  | Angers BC        | Angers BC    | 65           | 58               | 85 |        |        |
|  | Angers BC        |              |              | 58               | 85 |        |        |
|  | Vichy            | 79           | 76           |                  |    |        |        |

La finale s'est jouée à Cambrai.

### Meilleurs marqueurs[1]

#### Groupe A
| Clas. | Prénom Nom          | Club             | Moy  |
| ----- | ------------------- | ---------------- | ---- |
| 1     | Greg Woodard        | Valence Codom    | 31.1 |
| 2     | Kelvin Allen        | Tarbes           | 25.2 |
| 3     | Chris Hardin        | Lyon             | 24.8 |
| 4     | Franck Vérove       | Ajaccio          | 24.4 |
| 5     | David Degitz        | Mont-de-Marsan   | 24.0 |
| 6     | Forest Mc Kenzie    | Ajaccio          | 23.9 |
| 7     | Ilia Evtimov        | Vienne           | 23.7 |
| 8     | Eugene Weatherspoon | Clermont-Ferrand | 23.6 |
| 9     | Christophe Bourse   | Prissé           | 22.9 |
| 10    | Steve Miles         | Epinal           | 22.3 |
| 11    | Mark Mc Swain       | Chalon-sur-Saône | 19.6 |
| 12    | Dominique Cren      | Ajaccio          | 19.3 |
| 13    | Christophe Grégoire | Vichy            | 19.2 |
| 14    | Germain Castano     | Chalon-sur-Saône | 19.0 |
| 15    | Christian Bruss     | Vienne           | 18.9 |

#### Groupe B
| Clas. | Prénom Nom          | Club             | Moy  |
| ----- | ------------------- | ---------------- | ---- |
| 1     | Cliff Windham       | Vitry            | 31.7 |
| 2     | Jonathan Triplett   | Calais           | 26.9 |
| 3     | Al Lorenzen         | Athis-Mons       | 25.2 |
| 4     | Steve Watson        | Nantes           | 24.5 |
| 5     | Mike Richmond       | Bordeaux         | 24.2 |
| 6     | Nate Chambers       | St-Jean-de-Braye | 23.6 |
| 7     | Anthony Taylor (en) | La Roche-sur-Yon | 23.6 |
| 8     | Daimon Sweet        | Blois            | 23.1 |
| 9     | Keith Smart         | Proville         | 22.3 |
| 10    | Sébastien Lafargue  | Athis-Mons       | 20.3 |
| 14    | Fabien Dubos        | INSEP            | 18.5 |
| 17    | Bruno Lejeune       | Angers           | 16.9 |

### Meilleurs joueurs

#### Groupe A[5]
- MVP étranger : Greg Woodard (Valence Condom)
- Meneur : Philippe Hervé (Chalon-sur-Saône)
- Extérieurs : Christophe Grégoire (Vichy) et Franck Vérove (Ajaccio)
- Intérieurs : Olivier Belony (Troyes) et Christophe Bourse (Prissé)

#### Groupe B[6]
- MVP étranger : Al Lorenzen (Athis-mons)
- Meneur : Eric Rambeau (Blois)
- Extérieurs : Bruno Lejeune (Angers) et Sébastien Lafargue (Athis-Mons)
- Intérieurs : Cristophe Aymé (Blois) et Fabien Dubos (INSEP)